# Kerzenheim
Kerzenheim är en kommun och ort i Donnersbergkreis i förbundslandet Rheinland-Pfalz i Tyskland.
Kommunen ingår i kommunalförbundet Verbandsgemeinde Eisenberg (Pfalz) tillsammans med ytterligare två kommuner.